# Zaricicea, Nîjnohirskîi
Zaricicea (în ucraineană Заріччя) este un sat în comuna Ivanivka din raionul Nîjnohirskîi, Republica Autonomă Crimeea, Ucraina.

## Demografie
Componența lingvistică a localității Zaricicea
     Rusă (70,65%)
     Tătară crimeeană (18,51%)
     Ucraineană (10,43%)
     Alte limbi (0,31%)
Conform recensământului din 2001, majoritatea populației localității Zaricicea era vorbitoare de rusă (70,65%), existând în minoritate și vorbitori de tătară crimeeană (18,51%) și ucraineană (10,43%).